# Pretty in Pink (album)
A Pretty in Pink soundtrack album az Álmodj rózsaszínt című film zenéit tartalmazó lemez, melyet 1986-ban, az idők során klasszikussá vált filmmel együtt adtak ki. John Hughes és Howard Deutch filmjében az 1980-as évek amerikai középiskolásainak élete és szerelmi küzdelme jelenik meg.
A főcímzene (Pretty in Pink), melyet a The Psychedelic Furs játszik, a film ihletője volt, és a nyitóképekhez újra felvettek egy kevésbé nyers változatát. Ez a dal eredetileg a zenekar Talk Talk Talk című 1981-es albumán volt hallható. Az If You Leave-et 1985-ben, kifejezetten a filmhez szerezték.
A Shellshock-ot jegyző New Order két másik dala is elhangzik a filmben (Thieves Like Us hangszeres változata és az Elegia), azonban ezek nem kerültek fel a válogatásalbumra. A The Rave-Ups, akik a Town and Country albumon szereplő Positively Lost Me és a Rave-Up/Shut-Up dalaikkal bekerültek a filmbe ugyancsak hiányoznak a filmzenei lemezről. Nik Kershaw Wouldn't It Be Good dalát az egykori Three Dog Night énekese Danny Hutton zenekara, a Danny Hutton Hitters énekelte fel újra a lemezre.
A filmben elhangzik Otis Redding Try a Little Tenderness című dala is, melyet a Jon Cryer által alakított „Kacsa” playbackel az egyik jelenetben. A The Association Cherish és a Talk Back Rudy című száma is felcsendül a filmben. Mindhárom dal hiányzik a soundtrack albumról.
A lemezt 2012-ben a Spinner beválogatta a 15 „Legjobb filmzenei album” közé.

## Dalok
| #   | Cím                                            | Szerző(k)                                                                        | Előadó(k)                         | Hossz |
| --- | ---------------------------------------------- | -------------------------------------------------------------------------------- | --------------------------------- | ----- |
| 1.  | If You Leave                                   | Andy McCluskey, Paul Humphreys, Martin Cooper                                    | Orchestral Manoeuvres in the Dark | 4:25  |
| 2.  | Left of Center                                 | Vega                                                                             | Suzanne Vega és Joe Jackson       | 3:33  |
| 3.  | Get to Know Ya                                 | Johnson                                                                          | Jesse Johnson                     | 3:34  |
| 4.  | Do Wot You Do                                  | Andrew Farriss, Michael Hutchence                                                | INXS                              | 3:16  |
| 5.  | Pretty in Pink                                 | John Ashton, Tim Butler, Richard Butler, Vince Ely, Duncan Kilburn, Roger Morris | The Psychedelic Furs              | 4:40  |
| 6.  | Shellshock                                     | New Order, John Robie                                                            | New Order                         | 6:04  |
| 7.  | Round, Round                                   | Neville Keighley                                                                 | Belouis Some                      | 4:07  |
| 8.  | Wouldn't It Be Good                            | Nik Kershaw                                                                      | Danny Hutton Hitters              | 3:44  |
| 9.  | Bring On the Dancing Horses                    | Will Sergeant, Ian McCulloch, Les Pattinson, Pete de Freitas                     | Echo & the Bunnymen               | 3:59  |
| 10. | Please, Please, Please, Let Me Get What I Want | Johnny Marr, Morrissey                                                           | The Smiths                        | 1:51  |

## Kislemezek
| Év   | Cím                                                    | Előadók(k)                        | Helyezések | Helyezések | Helyezések | Helyezések | Helyezések | Helyezések | Helyezések | Helyezések |
| Év   | Cím                                                    | Előadók(k)                        | US Hot 100 | US D/P     | US D/S     | AUS        | CA         | IE         | NZ         | UK         |
| ---- | ------------------------------------------------------ | --------------------------------- | ---------- | ---------- | ---------- | ---------- | ---------- | ---------- | ---------- | ---------- |
| 1985 | "Bring On the Dancing Horses" - Kiadás: 1985. november | Echo & the Bunnymen               | –          | –          | –          | –          | –          | 15         | 31         | 21         |
| 1986 | "Shellshock" - Kiadás: 1986. március                   | New Order                         | –          | 14         | 26         | 23         | –          | 18         | 8          | 28         |
| 1986 | "If You Leave" - Kiadás: 1986. április 28.             | Orchestral Manoeuvres in the Dark | 4          | –          | 31         | 15         | 5          | –          | 5          | 48         |
| 1986 | "Left of Center" - Kiadás: 1986 június                 | Suzanne Vega és Joe Jackson       | –          | –          | –          | 35         | –          | 28         | –          | 32         |
| 1986 | "Pretty in Pink" - Kiadás: 1986 október                | The Psychedelic Furs              | 41         | –          | –          | –          | 61         | –          | –          | 18         |
| 1986 | "Round, Round"                                         | Belouis Some                      | –          | –          | –          | –          | –          | –          | –          | –          |